# Nokkve de Romsdal
Nokkve (m. 864) fue un caudillo vikingo, rey de Romsdal, suegro y aliado de Huntiof de Nordmøre y encarnizado defensor de sus tierras frente a las embestidas de Harald I de Noruega hacia el sur, en sus intentos de conquista para reunificar Noruega. Junto a su nieto Solve Klove y su yerno Huntiof, organizó un ejército con intención de frenar las ambiciones reales hacia el sur de Trøndelag. Tras la primera batalla de Solskjell ambos caudillos murieron, y sus reinos fueron anexionados por el rey Harald. Ambos reyes cayeron, pero Kolve logró escapar y se dirigió a las Suderøyene. El escaldo Þorbjörn Hornklofi dio testimonio de ello en su Glymdrápa.